# Steinkreis von Dooncarton

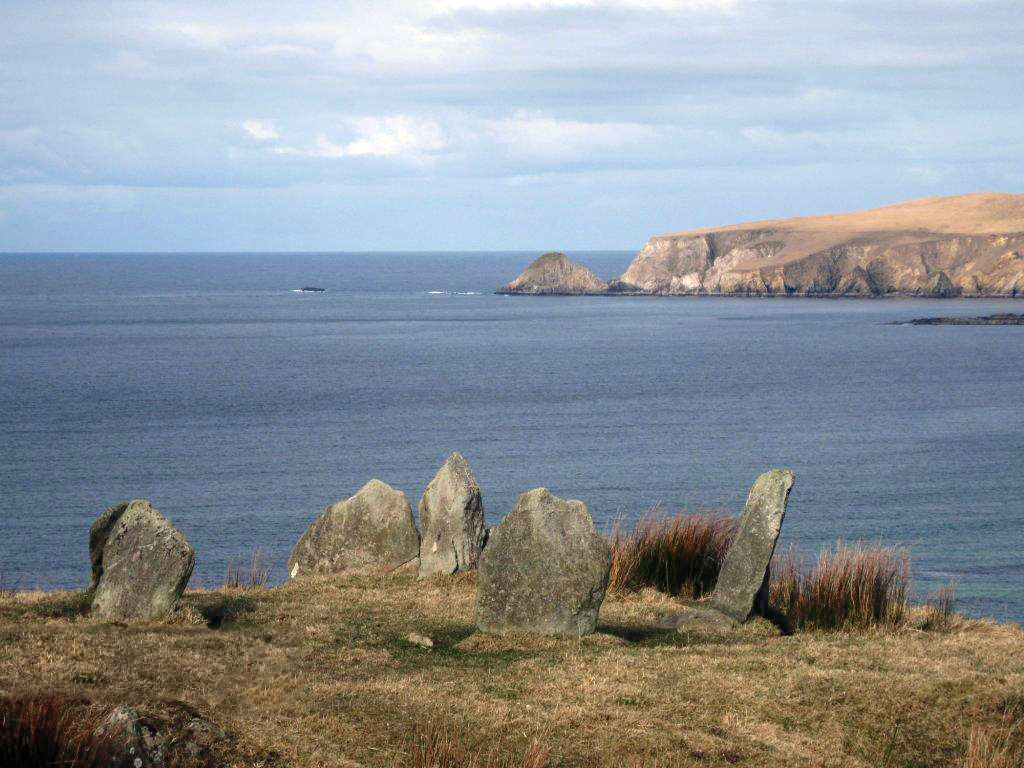
Der Steinkreis von Dooncarton mit den Klippen von Rinroe Point im Hintergrund

Der Steinkreis von Dooncarton (irisch Dún Ceartáin auch Glengad, Gleann an Ghad oder Baile Leacan genannt) liegt an einem Hang, etwas außerhalb des Dorfes Dún Ceartáin (Dooncarton), mit Blick auf die Klippen von Rinroe Point und die Broadhaven Bay, etwa 12 km nordöstlich von Béal an Mhuirthead im Norden des County Mayo in Irland. Der Name stammt von einem eisenzeitlichen Stammesführer namens Ciortan, der im Ulster-Zyklus in der Legende „Táin Bó Flidais“ erscheint. Der Name steckt auch im Promontory Fort Dún Chiortáin, einer Klippenfestung, die wahrscheinlich aus der Bronzezeit stammt. Es wird 1585 im Book of Connaught erwähnt.
Von dem beschädigten bronzezeitlichen Steinkreis mit etwa fünf Meter Durchmesser stehen sieben Steine aufrecht, die übrigen fehlen oder liegen am Boden. Der höchste ist etwa 1,2 m hoch. Der Steinkreis liegt in einem Komplex von alten Feldmauern. Das stärker zerstörte, benachbarte Court Tomb von Rosdoagh liegt etwas mehr als einen Kilometer entfernt im Osten.